# Burbach (Saarland)
Burbach is een deel van de Duitse stad Saarbrücken in de deelstaat Saarland. Burbach telde in 2013 14.600 inwoners. Burbach was een belangrijke vestigingsplaats voor de staalindustrie in het Saarland. Door de bedrijfssluitingen in de jaren zeventig en tachtig van de 20e eeuw is de werkgelegenheid en het inwonertal van Burbach sterk teruggelopen.

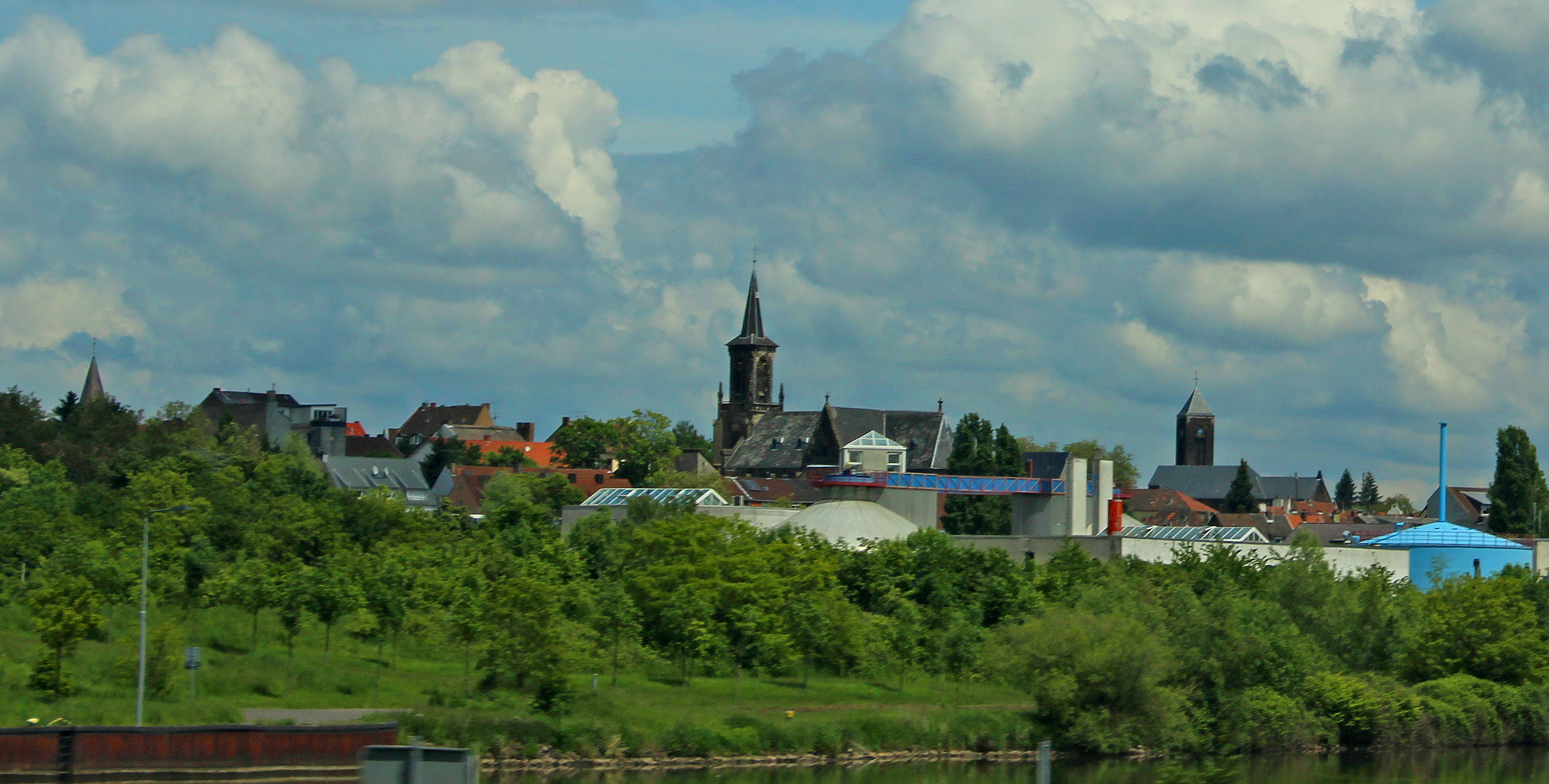
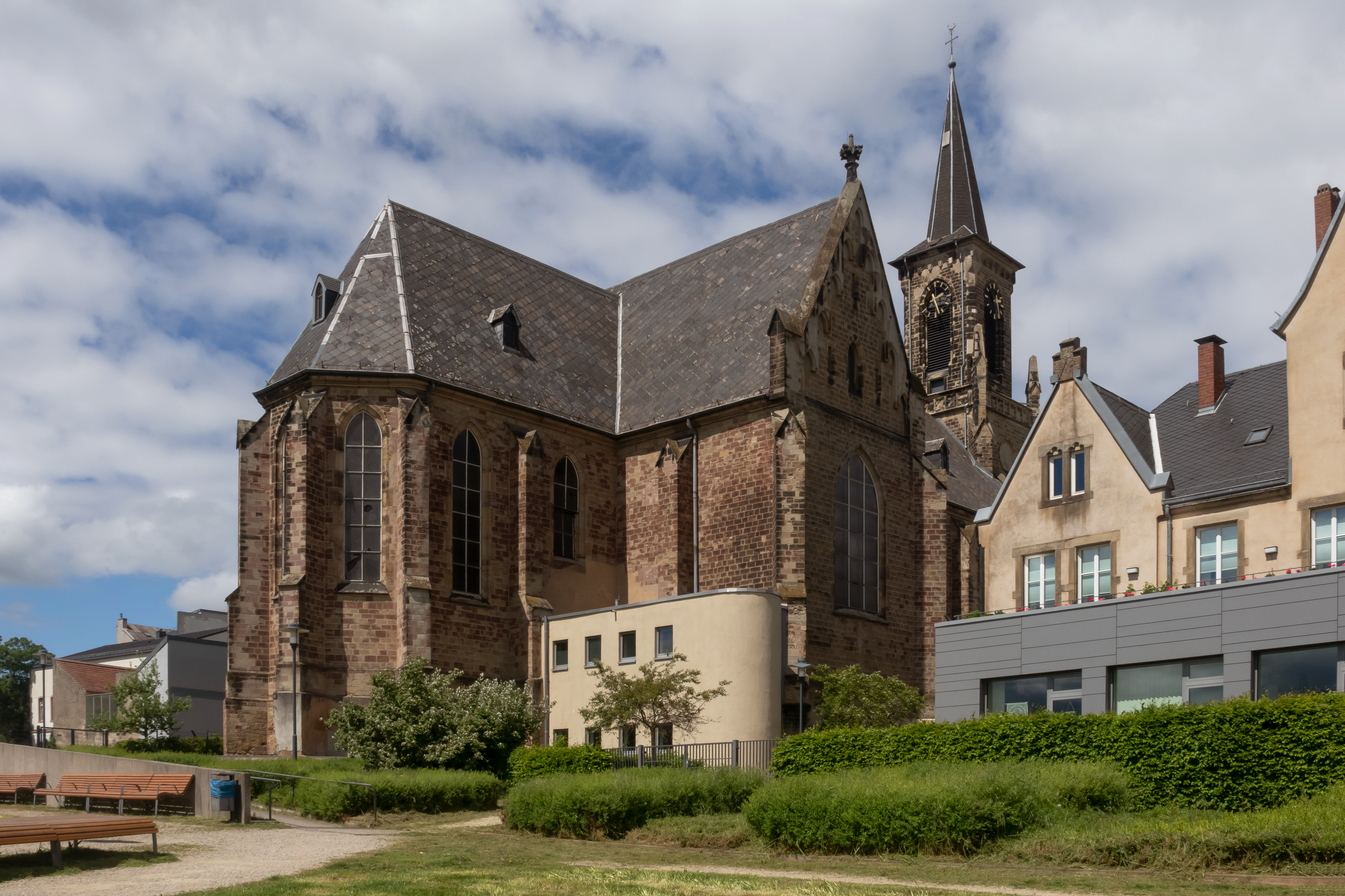
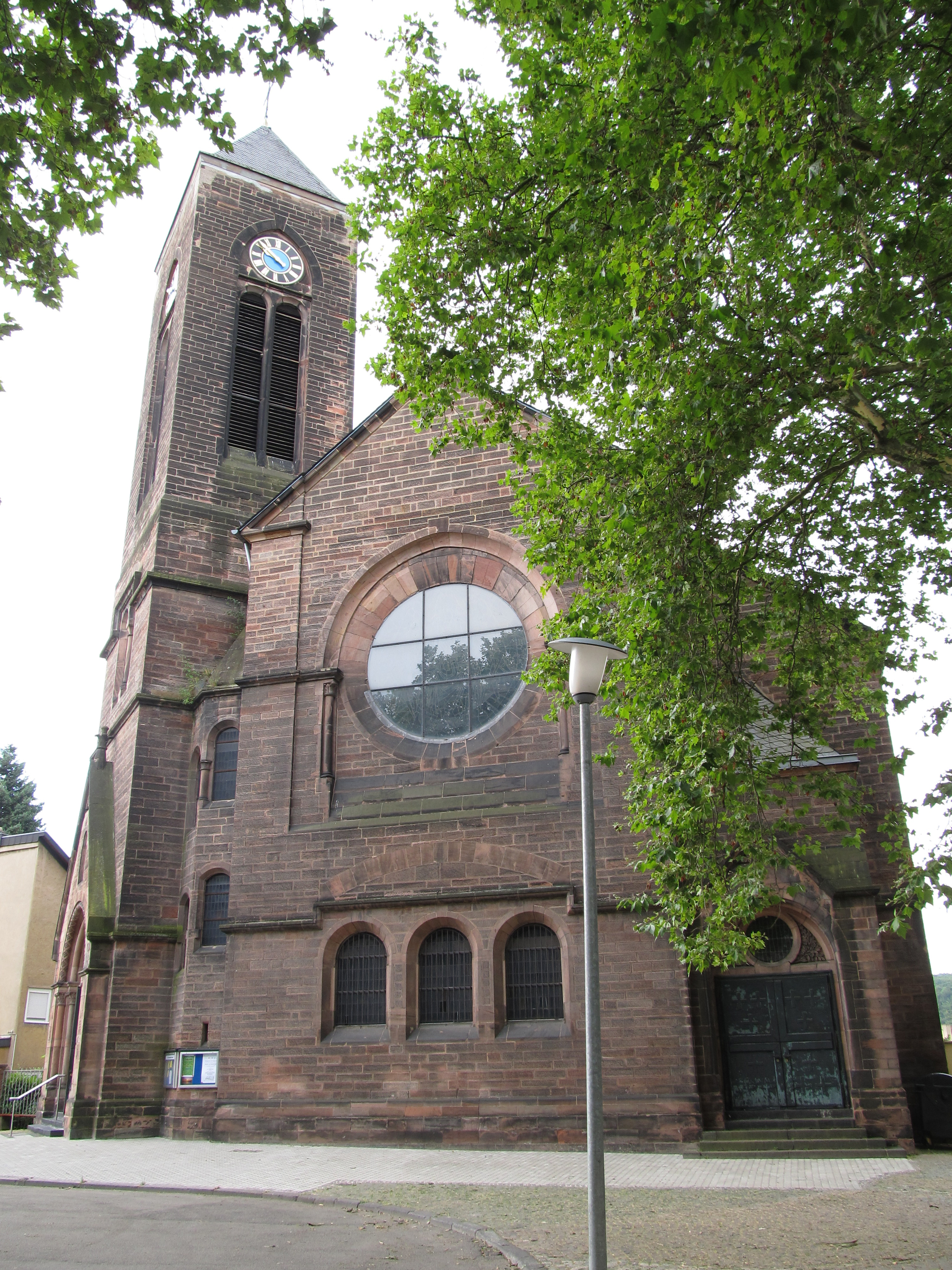
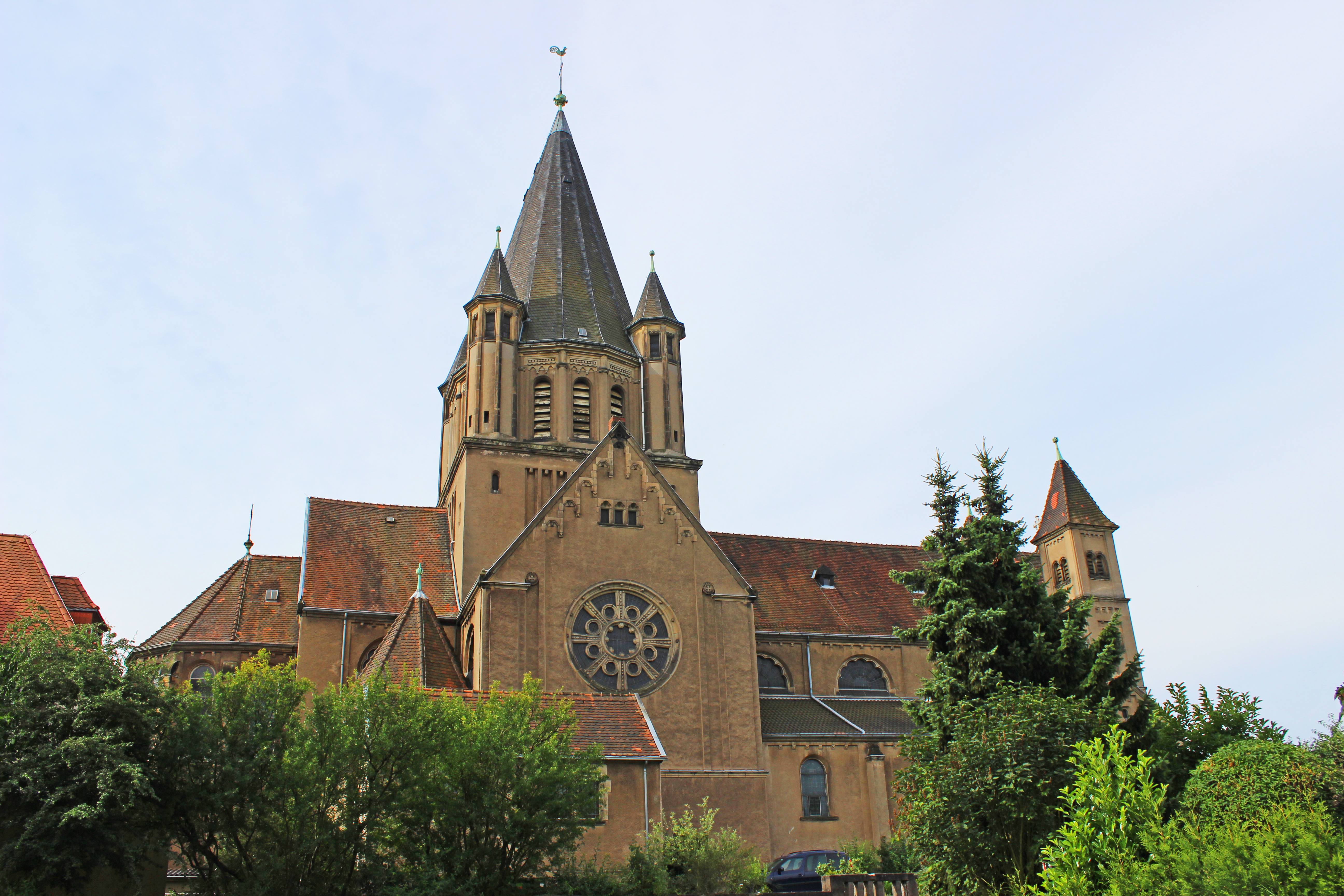
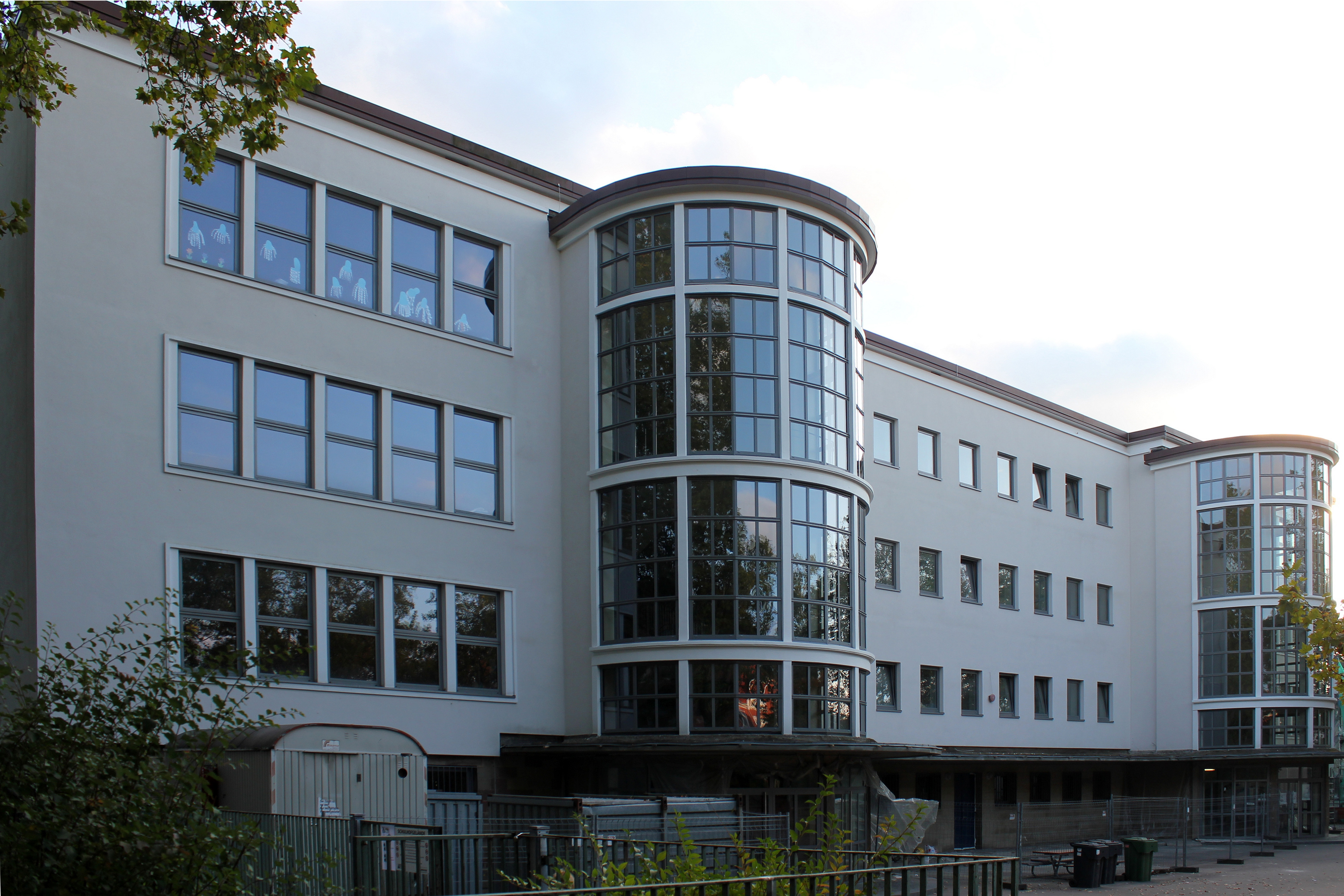
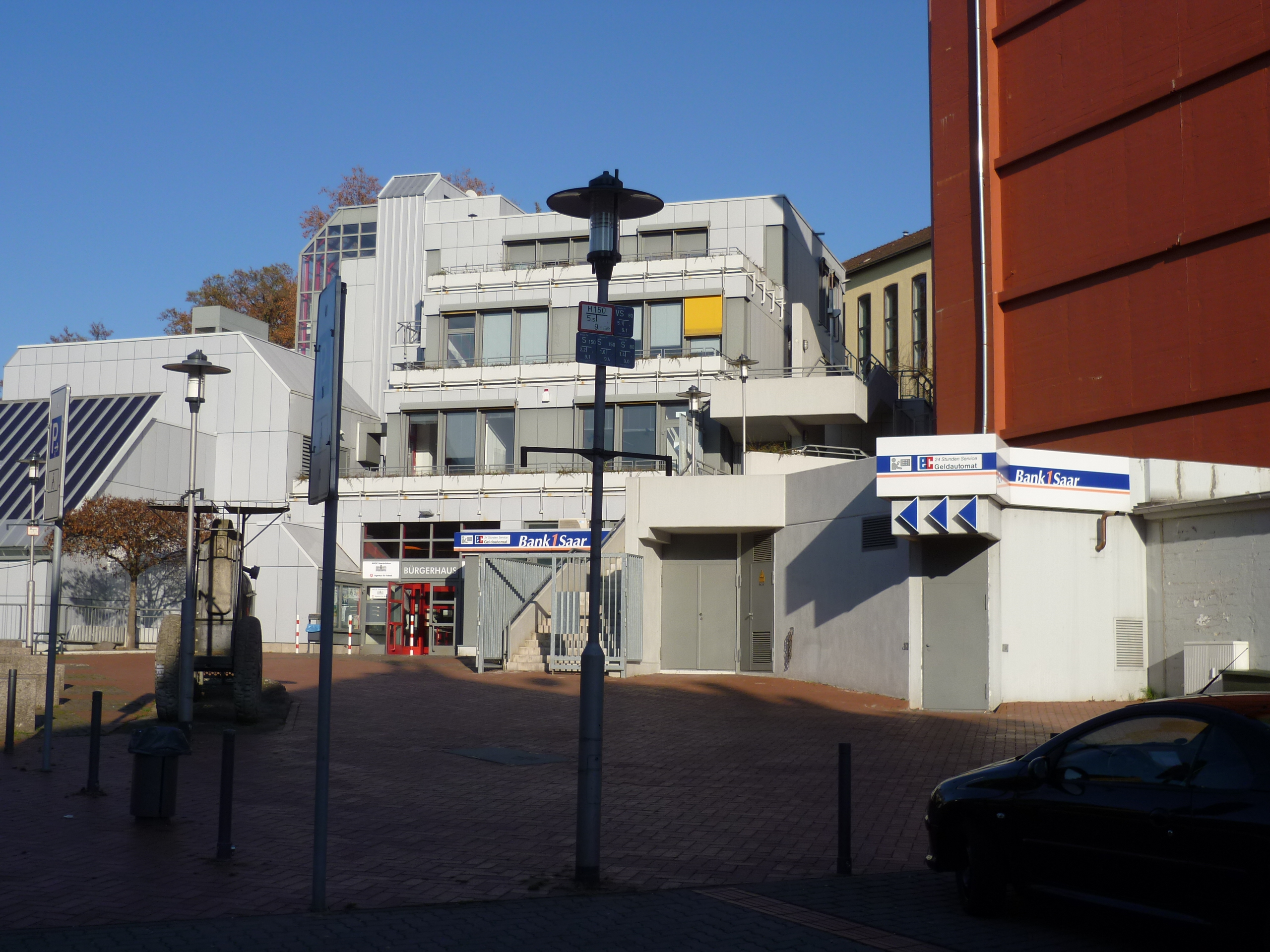